# Pseudotolithus
Genre
Pseudotolithus est un genre de poissons de la famille des Sciaenidae.

## Liste des espèces
Selon ITIS (14 déc. 2015) :
- Pseudotolithus brachygnathus Bleeker, 1863
- Pseudotolithus elongatus (Bowdich, 1825)
- Pseudotolithus epipercus (Bleeker, 1863)
- Pseudotolithus moorii (Günther, 1865)
- Pseudotolithus senegalensis (Valenciennes in Cuvier et Valenciennes, 1833) - ololithe
- Pseudotolithus senegallus (Cuvier in Cuvier et Valenciennes, 1830)
- Pseudotolithus typus Bleeker, 1863

Selon NCBI (14 déc. 2015) :
- Pseudotolithus brachygnathus
- Pseudotolithus elongatus
- Pseudotolithus senegallus
- Pseudotolithus typus